# Sophie Daumier
Sophie Daumier (Boulogne-sur-Mer, 1934. november 24. – Párizs, 2004. január 1.) francia színésznő. Édesapja, Georges Hugon (1904–1980) francia zeneszerző volt.

## Életpályája
Párizsban klasszikus balettet tanult, majd egy együttes tagjaként Németországban turnézott. 1952-ben a French Can-can társulattal Algírban, Svájcban, Olaszországban, Egyiptomban járt. 1955-től újra Párizsban szerepelt mint énekes- és táncosnő. 1957-ben filmezett először.
Prózai szerepekkel is próbálkozott. A Sarah Bernhardt Színházban Edmond Rostand Cyrano-jában három figurát is megszemélyesített, köztük egy kadétot. Fellépett az Alhambra egy musicaljében is. A legkülönfélébb műfajokban szerepelve vonzó, fiatal leányokat formált meg. Az Egy szép nyári reggelen (1964) című produkcióban Jean-Paul Belmondo partnere volt.

## Magánélete
1965–1977 között Guy Bedos (1934-) francia színész volt a férje.

## Filmjei
- Gyalog, lovon, kocsin (À pied, à cheval et en voiture) (1957)
- Megmérgez a családom (1957)
- Amikor a nő zavarba jön (1957)
- A nők nevetségesek (Les femmes sont marrantes...) (1958)
- Gyalog, lovon, szputnyikon (À pied, à cheval et en spoutnik!) (1958)
- Éjszakai bál (Bal de nuit) (1959)
- Amélia vagy a szerelem ideje (Amélie ou le temps d'aimer) (1961)
- A roskatagok jól bírják (Les croulants se portent bien) (1961)
- Hogyan lettem vezérigazgató? (1963)
- Borsos drazsé (Dragées au poivre) (1963)
- Szereti ön az asszonyokat? (Aimez-vous les femmes) (1964)
- Egy szép nyári reggelen (Par un beau matin d'été) (1964)
- Száz tégla és a tetőcserepek (Cent briques et des tuiles) (1965)
- Fort Yuma aranya (1966)
- Freddy (1978)
- Egyszerű eset (1978)